# Faaborgvej (Kværndrup)
 Faaborgvej er en to sporet omfartsvej der går nord om landsbyen Trunderup. Vejen er en del af primærrute 8 der går imellem Tønder og Nyborg.
Omfartsvejen blev lavet for at få den tung trafik fra Faaborg til Nyborg uden om landsbyen Trunderup , så byen ikke blev belastet af for meget tung trafik.
Vejen forbinder Svendborgmotorvejen( primærrute 9) i vest med Faaborgvej i øst, og har forbindelse til Svendborgmotorvejen frakørsel 14 og Trunderup Gade.